# Kalhausen
Kalhausen es una comuna francesa situada en el departamento de Mosela, en la región de Gran Este.

## Demografía
| 805 | 855 | 844 | 868 | 841 | 799 | 822 |
| Para los censos de 1962 a 1999 la población legal corresponde a la población sin duplicidades (Fuente: INSEE [Consultar]) |     |     |     |     |     |     |